# Offscreen
Offscreen er en dansk film fra 2006. Det er den første film med Nicolas Bro i hovedrollen og instruktøren Christoffer Boes tredje spillefilm. Manuskriptet er skrevet af Boe og Knud Romer Jørgensen.
Filmen blev overvejende pænt modtaget i Danmark såvel som i udlandet, og modtog blandt andet en Bodil-statuette for bedste mandlige hovedrolle, en Robert for bedste klipning. Desuden har den modtaget en pris ved Venedig Film Festival tildelt af unge kritikere og en pris i Amerika.

## Handling
Skuespilleren Nicolas låner et kamera af sin ven Christoffer, og begynder at filme alt hvad han laver og gør. Hans forhold til konen Lene er ikke for godt, og da han begynder at overskride hendes og mange andres grænser med sit filmeri, bliver det hende for meget, og hun rejser væk fra ham til en hemmelig adresse i Tyskland.
Overladt til sig selv, og overbevist om at Lene kan genvindes og at at filme alt kun vil hjælpe dette, bliver Nicolas mere og mere besat af at dokumentere tingene med sit lille kamera. Hans venner falder efterhånden fra, og han forsøger at fortsætte historien med veninden Trine Dyrholm som Lene, men det går ikke. Nicolas finder ud af at Lene opholder sig på et hotel i Berlin, og da han finder hende dernede, optager hun en afsked til ham, og tager hans kamera fra ham.
Tilbage i Danmark har Nicolas fået installeret kameraer i hele hans lejlighed så alt overvåges. Han ender med at blive fuldstændig sindssyg, og slå en ung kvinde ihjel.

## Form
Stort set hele filmen er håndholdt, og optaget med det kamera Nicolas selv filmer med. En undtagelse er i en scene hvor Nicolas er til optagelse på Christoffer Boes film Allegro.

## Medvirkende
- Nicolas Bro – ham selv
- Lene Maria Christensen – hende selv
- Christoffer Boe – ham selv
- Jakob Cedergren – ham selv
- Trine Dyrholm – hende selv
- Niels Weyde – Lenes far
- Karen Margrethe Bjerre – Lenes mor
- Signe Skov – hende selv
- Ellen Hillingsø – hende selv
- Mathilde Norholt – hende selv